# Depot Hack
Das Depot Hack ist die Bezeichnung für eine Kutschenbauform und die daraus abgeleitete frühe Automobilkarosserie. 
Der Name des meist zweispännigen Fuhrwerks bezieht sich auf den Verwendungszweck, nämlich den Transport von Personen und Waren zum oder vom nächstgelegenen Eisenbahn-Depot. Das Depot Hack bestand im Wesentlichen aus einem flachen, offenen Kasten mit vorne angebrachtem Kutschbock und einer Heckklappe. Zum Personentransport (bis 7 Personen) konnten auf der Ladefläche Sitzbänke montiert werden. Manche Depot Hacks hatten ein festes Dach. 
Frühe Automobile mit Depot-Hack-Aufbau dienten einem ähnlichen Zweck und ihr hölzerner Aufbau war ähnlich konstruiert. Er ist der Vorläufer des Station Wagon, von denen es auch noch lange Zeit immer wieder sogenannte „Woodies“, also Versionen mit dekorativen Holz-Karosserie-Elementen, anfangs mit echtem Holz, später nur noch als Nachbildung, gab.